# Axel Zuber
Axel André Zuber, född 28 augusti 1991, är en svensk skådespelare.

## Biografi
Zuber är son till Karin och Renée Zuber och växte upp i Helenelund, Sollentuna kommun. Han har tre syskon.[källa behövs]
Han debuterade i rollen som Tet i Lukas Moodyssons Tillsammans (2000). Han har även medverkat i 2001 års julkalender Kaspar i Nudådalen (2001), Hotet (2004) och Beck – Det tysta skriket (2007) med flera.
Filmen Viktor och hans bröder, i vilken Zuber medverkar i huvudrollen som Viktor, mottog flera priser, däribland en Guldbagge för bästa kortfilm.

## Filmografi
- 2000 – Tillsammans
- 2001 – Kaspar i Nudådalen (TV-serie)
- 2002 – Viktor och hans bröder (kortfilm)
- 2003 – Föräldramötet (kortfilm)
- 2004 – Hotet
- 2005 – Vinterkyss
- 2007 – Beck – Det tysta skriket (TV-serie)
- 2007 – Till slut (kortfilm)
- 2008 – Höök (TV-serie)

### Fotnoter
1. 1 2  ”Axel Zuber”. IMDb.com. http://www.imdb.com/name/nm0958243/. Läst 8 augusti 2012.
2. ↑  ”Viktor och hans bröder”. Svensk Filmdatabas. http://sfi.se/sv/svensk-filmdatabas/Item/?itemid=48257&type=MOVIE&iv=Awards. Läst 8 augusti 2012.